# Xylopia kuchingensis
Xylopia kuchingensis este o specie de plante angiosperme din genul Xylopia, familia Annonaceae, descrisă de Ian Mark Turner și David Mark Johnson. Conform Catalogue of Life specia Xylopia kuchingensis nu are subspecii cunoscute.